# Alenia Aermacchi Molynx
Il Molynx è un aeromobile a pilotaggio remoto, in fase di progettazione da parte della Alenia Aeronautica, che appartiene alla categoria degli UAS High Altitude Long Endurance (HALE).
È stato presentato per la prima volta, sotto forma di modellino in scala 1:4, il 13 ottobre 2006 nell'ambito dell'inaugurazione della mostra "Carlo Mollino Architetto - Costruire le modernità" presso l'Archivio di Stato di Torino.

## Tecnica
Secondo il progetto dell'Alenia, la propulsione sarà garantita da due motori diesel, installati in gondole alari, che metteranno in rotazione due eliche spingenti. Il piano verticale di coda sarà disposto a T.
Il Molynx potrà assolvere a una moltitudine d'impieghi, sia civili che militari, grazie ad una dotazione di sensori installati nel muso, quali un radar ad apertura sintetica, sensori ottici, all'infrarosso e iperspettrali.
Il progetto per la versione militare prenderà il nome di Black Linx.

## Curiosità
- Il nome Molynx deriva dai vocaboli inglesi mole (talpa) e lynx (lince), riferendosi ai compiti di osservazione e sorveglianza dell'aereo. Mole, in particolare, fa anche riferimento alla Mole Antonelliana, simbolo della città di Torino, dov'è stato progettato il velivolo.[5]